# Shabnam Shakeel
Shabnam Shakeel (en Ourdou : شبنم شکیل), née le 12 mars 1942 à Lahore et morte le 2 mars 2013 à Karachi, est un poète et un écrivain pakistanais, membre de l'Académie des Lettres pakistanaise.

## Biographie
Fille du poète et académicien Syed Abid Ali Abid, la jeune Shabnam grandit dans un environnement littéraire au contact de grands noms de la poésie pakistanaise, dont Ghulam Mustafa Tabassum et Faiz Ahmed Faiz. Elle décide de suivre les traces de son père et développe un goût pour l'écriture et la poésie.
Elle est titulaire d'un Master des arts de la littérature ourdoue à l'Oriental College de Lahore. Au sortir de ses études, elle devient professeur d'Ourdou et de littérature au Queen's Mary College de Lahore. Pendant trente années, elle travaille dans l'enseignement pour différents établissements scolaires au Pakistan comme le Collège du Gouvernement Fédéral F-7/2 à Islamabad.
Elle publie son premier livre, Tanqeedi Mazameen, en 1967.
Elle obtient le Pride of Performance, la plus haute distinction civile conférée par le Gouvernement pakistanais pour récompenser, entre autres, les talents littéraires en 2004.
Mariée à Syed Shakeel Ahmad, elle est mère de deux fils, Waqar Hasnain Ahmad et Jehanzeb Ahmad, et d'une fille, Malahat Awan.
Elle meurt le 2 mars 2013 à Karachi, âgée de 70 ans.

## Livres et articles
- Tanqeedi Mazameen, 1976, Classic Publishers Lahore
- Taqreeb Kuch Tau , 2003, Sangemeel Publishers, Lahore
- Na Qafas Na Ashiana (histoires courtes), 2004, Sangemeel Publishers, Lahore
- Khawateen ki Shaaeeri (1947 à 2002) 'Aur Muasharay Par Iskay Asarat'
- Hasrat Mohani ka Taghazul, paru dans la presse

## Recueils de poésie
- Shabzad, 1987, Maavra Publishers Lahore
- Iztaraab, 1994, Sangemeel Publishers Lahore
- Musafat Raigan Thi, Sangemeel Publishers, Lahore

## Distinctions
- Prix Bolan (pour le recueil de poésie Shabzad), 1988
- President's Pride of Performance Award, 2004
- Membre à vie de l'Académie des Lettres pakistanaise